# Décès en mai 2005
Décès
- 2001
- 2002
- 2003
- 2004
- 2005
- 2006
- 2007
- 2008
- 2009

Pour une information complémentaire, voir la page d'aide.

| Date   | Nom                         | Activités                                                         | Âge      | Source |
| ------ | --------------------------- | ----------------------------------------------------------------- | -------- | ------ |
| 2 mai  | Serge Berg                  | journaliste français                                              | 81       |        |
| 2 mai  | Renée Faure                 | actrice française                                                 | 86       |        |
| 2 mai  | Robert Hunter               | journaliste canadien, cofondateur de Greenpeace                   | 63       |        |
| 2 mai  | Theofiel Middelkamp         | coureur cycliste néerlandais                                      | 91       |        |
| 2 mai  | Raisa Struchkova            | danseuse russe                                                    | 79       |        |
| 3 mai  | Naïma Louali                | Chercheuse marocaine                                              | 44       |        |
| 3 mai  | Michel Maurice-Bokanowski   | ancien ministre français                                          | 92       |        |
| 4 mai  | Aiko Iijima                 | féministe libertaire japonaise                                    | 73       |        |
| 4 mai  | Ievhen Iehorov              | graphiste, peintre et professeur russe, soviétique puis ukrainien | 87       | (uk)   |
| 4 mai  | René Samzun                 | Footballeur français.                                             | 80       |        |
| 5 mai  | June MacCloy                | actrice américaine                                                | 95       |        |
| 5 mai  | Christian Speck             | homme politique suisse                                            | 68       |        |
| 5 mai  | Willi Steffen               | footballeur suisse                                                | 80       |        |
| 6 mai  | Rafael Díaz-Balart          | homme politique cubain                                            | 79       |        |
| 6 mai  | Joe Grant                   | scénariste américain                                              | 96       |        |
| 6 mai  | Jost Gross                  | homme politique suisse                                            | 59       |        |
| 6 mai  | Claude Julien               | journaliste français                                              | 79       |        |
| 6 mai  | Pierre Sansot               | philosophe et écrivain français                                   | 75       |        |
| 6 mai  | Claude Wolff                | homme politique français                                          | 81       |        |
| 7 mai  | Christian Babou             | peintre français                                                  | 58       |        |
| 7 mai  | Tristan Egolf               | écrivain américain                                                | 34       |        |
| 7 mai  | Otilino Tenorio             | footballeur équatorien                                            | 25       |        |
| 8 mai  | Wolfgang Blochwitz          | footballeur allemand                                              | 64       |        |
| 8 mai  | Jean Carrière               | écrivain français, prix Goncourt 72                               | 76       |        |
| 8 mai  | Gianpietro Zappa            | footballeur suisse                                                | 49       |        |
| 9 mai  | Ang Kiukok                  | peintre philippine                                                | 74       | (en)   |
| 10 mai | Otto Steiger                | écrivain suisse                                                   | 95       |        |
| 10 mai | Gérard de Suresnes          | animateur TV-radio français                                       | 43       |        |
| 12 mai | Willem van Genk             | peintre et sculpteur néerlandais                                  | 78       | (nl)   |
| 12 mai | Monica Zetterlund           | chanteuse de jazz suédoise                                        | 67       |        |
| 13 mai | Eddie Barclay               | producteur de musique français                                    | 84       |        |
| 13 mai | Adriano Zamboni             | coureur cycliste italien                                          | 71       |        |
| 17 mai | Piero Dorazio               | peintre italien                                                   | 77       | (en)   |
| 17 mai | Frank Gorshin               | acteur américain                                                  | 72       |        |
| 17 mai | Claude Mettra               | producteur d'émissions et écrivain français                       | 82       |        |
| 17 mai | Jean-Pierre Pincemin        | peintre français                                                  | 60       |        |
| 18 mai | Gergely Pongrátz            | homme politique hongrois                                          | 73       |        |
| 19 mai | Henry Corden                | acteur américain                                                  | 85       |        |
| 19 mai | Batya Gour                  | romancière israélienne                                            | 57       |        |
| 20 mai | Toon Brusselers             | footballeur néerlandais                                           | 71       |        |
| 20 mai | J. D. Cannon                | acteur américain                                                  | 83       |        |
| 20 mai | Monica Charlot              | historienne français                                              | 71       |        |
| 20 mai | Paul Ricœur                 | philosophe français                                               | 92       |        |
| 21 mai | Guy Chanfrault              | homme politique français                                          | 80       |        |
| 21 mai | Stephen Elliott             | acteur américain                                                  | 86       |        |
| 22 mai | Raymond Bernard             | jazzman français                                                  | 85       |        |
| 24 mai | Arthur Haulot               | journaliste et résistant belge                                    | 92       |        |
| 25 mai | Michaël Chamberlin          | musicien français                                                 | 36       |        |
| 25 mai | Sunil Dutt                  | acteur, réalisateur et producteur indien                          | 75       |        |
| 25 mai | Alexandre Favre             | physicien français                                                | 94       |        |
| 25 mai | Ismail Merchant             | producteur de cinéma indien                                       | 68       |        |
| 25 mai | Zoran Mušič                 | peintre italo-slovène                                             | 96       |        |
| 26 mai | Eddie Albert                | acteur américain                                                  | 97       |        |
| 26 mai | Chico Carrasquel            | joueur de baseball Vénézuélien                                    | 76       |        |
| 26 mai | Max Cloupet                 | prêtre français                                                   | 75       |        |
| 26 mai | Aboubacar Sangoulé Lamizana | ancien président burkinabé                                        | 89       |        |
| 26 mai | Jean-Marc Varaut            | avocat français                                                   | 72       |        |
| 27 mai | Boudewijn Braem             | joueur et entraîneur de football belge                            | 54       |        |
| 27 mai | Hervé Dubly                 | peintre français                                                  | 69 ou 70 |        |
| 28 mai | Sama Dioubaté               | chanteuse guinéenne                                               | 39       |        |
| 28 mai | René Hoviv                  | dessinateur français                                              | 76       |        |
| 28 mai | Jean Négroni                | comédien et metteur en scène français                             | 84       |        |
| 29 mai | Gé van Dijk                 | footballeur néerlandais                                           | 81       |        |
| 30 mai | Takanohana Kenshi           | sumotori japonais                                                 | 55       |        |
| 31 mai | Grisélidis Réal             | écrivaine, peintre et prostituée suisse                           | 75       |        |